# Ренгартен, Иван Иванович (генерал-майор)
Иван Иванович Ренгартен (1819 — 4 июня 1882) — российский генерал-майор, участник Севастопольской обороны в 1854—1855 годов.

## Биография
Происходил из дворян Курляндской губернии, родился в 1819 году, воспитывался в частном учебном заведении и 20 мая 1835 года поступил на службу рядовым в 1-й саперный батальон, в 1841 году был произведён в прапорщики, в 1843 году в подпоручики, в феврале 1845 года был командирован на Кавказ, где поступил в 5-й саперный батальон, с которым участвовал в делах против горцев.
Во время обороны крепости Грозной и во многих других сражениях Ренгартен проявлял отличную храбрость и за отличие в бою при Ичкеринском лесе 10 октября 1845 года был награждён орденом св. Станислава 3-й степени с мечами, а за отличие в делах с 13 по 20 июля 1846 года — орденом св. Анны 3-й степени с мечами; по окончании военных действий, раненый кинжалом в руку, он возвратился в свой батальон.
14 сентября 1847 года Ренгартен был переведён в 3-й саперный батальон и в 1849 году, с открытием Венгерской кампании, выступил с действующей армией за границу, где находился в составе Маковского и Иордановского отрядов. Под селением Дукло он 5 июля участвовал в сражении с мятежниками, а также в бою под Войцелом, причём под сильным неприятельским огнём находился при исправлении моста через большой овраг. Получив поручение исправлять горные дороги, Ренгартен, несмотря на постоянные нападения венгерцев, исполнил свою задачу.
В 1854 году, с открытием Турецкой кампании, он через Молдавию и Валахию со своим батальоном прибыл к городу Браилову (4 марта) и принимал деятельное участие днем и ночью с 5 по 9 марта при устройстве батарей на острове Бундусе, переправлял войска на правый берег Дуная под сильным огнём турок и находился при сооружении там укреплений, а затем при штурме крепости Силистрии. По окончании военных действий на Дунае Ренгартен за храбрость, оказанную в делах против турок, был награждён орденами св. Анны 2-й степени и св. Владимира 4-й степени с мечами, а 11 августа 1855 года произведён в капитаны.
Прибыв в Севастополь, он находился в кампанию 1855 года на его Северной стороне с 15 октября по 16 марта 1856 года и участвовал всё время при сооружении разного рода укреплений под неприятельским огнём.
В 1860 году произведённый в подполковники, с переводом в 4-й саперный батальон, Ренгартен был командирован членом Военного Суда над политическими преступниками в Варшаву и 29 октября 1861 года был переведён во 2-й саперный батальон.
В 1863 и 1864 годах Ренгартен находился в действующих отрядах при усмирении Польского мятежа. По окончании военных действий он отправился в Ригу для выбора места для устройства лагерей и других военных сооружений и в том же году, 5 мая, был назначен командиром 3-го понтонного парка и 16 июня, за отличие, произведён в полковники.
В 1871 году он был назначен командиром 3-го саперного батальона, награждён бриллиантовым перстнем с вензелем Государя Императора, а 11 июня 1873 года был произведён в генерал-майоры с зачислением по Инженерному корпусу и с назначением председателем Комиссии по составлению проекта Понтонного Устава, который и был выработан под его наблюдением.
В 1875 году он был назначен Казанским губернским воинским начальником, затем Витебским, по уничтожении этой должности в 1881 году был оставлен за штатом, а 16 января 1882 года назначен Бобруйским комендантом.
Умер 4 июня 1882 года в г. Бобруйске (в некоторых источниках ошибочно говорится, что Ренгартен умер 28 июня).